# Lilium amabile
Lilium amabile là một loài thực vật có hoa trong họ Liliaceae. Loài này được Palib. miêu tả khoa học đầu tiên năm 1901.